# أسارون
الأَسَارُون أو ابن سرانيون (من اليونانية: ασαρον أَسَارُونْ) أو ناردين بري هو جنس نبات من الفصيلة الزراوندية ورتبة الفلفليات. تعيش النبتة مدة أكثر من سنتين، وهي نبتة نادرة الوجود، تنمو في أمريكا اللاتينية.

## وصف النبتة
للنبتة عدة أوراق صغيرة. لكل نبتة قاعدة ساق مع جذور صغيرة بيضاء اللون تتنتشر في مختلف الاتجاهات.
للنبتة نوع آخر حامد لا ينمو أطول من من النوع الأخف إلا أن له أوراق بألوان مختلفة.

## مكان نموها
تنمو نبتة الأسارون في الحدائق، لكن مكان نموها الأصلي هي الغابات.

## وقت التزهير
تنبت النبتة في الربيع، وتنضج النبتة في فصل الصيف تقريبا.

## فوائدها الطبية
تستخدم نبتة الأسارون في تعقيم الأمعاء، وان جذور وبذورها المدقوقة الخاصة تساعد على تخفيف آلام الأسنان. يساعد عصير أوراقها على علاج دود الآذان. تشفي النتبة الالتهابات عند بدايتها والجروح عند حصولها.

## الاستعمال الحديث
يستعمل كصباغ ويسخدم لعلاج السهال وللديزنتاريا. أما النوع الخفيف، يستخدم لاضطرابات الرئتين وللروماتزم، والأكازيما، وأمراض الكبد.